# Me and My Gang
Me and My Gang è il quarto album in studio del gruppo country statunitense Rascal Flatts, pubblicato nel 2006.

## Tracce
1. Stand – 3:28
2. What Hurts the Most – 3:34
3. Backwards – 3:48
4. I Feel Bad – 3:18
5. My Wish – 4:08
6. Pieces – 4:07
7. Yes I Do – 4:16
8. To Make Her Love Me – 4:08
9. Words I Couldn't Say – 4:35
10. Me and My Gang – 3:37
11. Cool Thing – 3:51
12. Ellsworth – 4:01
13. He Ain't the Leavin' Kind – 4:33

Bonus track
1. Life Is a Highway – 4:36

## Formazione
- Gary LeVox - voce
- Jay DeMarcus - basso, cori
- Joe Don Rooney - chitarra, cori